# Nuario
Nuario es un corregimiento ubicado en el distrito de Las Tablas en la provincia panameña de Los Santos. En el año 2010 tenía una población de 182 habitantes y una densidad poblacional de 1,8 personas por km².

## Geografía física
De acuerdo con los datos del INEC el corregimiento posee un área de 101.1 km².

## Demografía
De acuerdo con el censo del año 2010, el corregimiento tenía una población de unos 182 habitantes. La densidad poblacional era de 1,8 habitantes por km². 